# Pont de Vila Formosa

Le  pont romain de Vila Formosa est situé dans la freguesia de Seda (pt), municipalité d'Alter do Chão, district de Portalegre, au Portugal,.
Il est classé Monument national depuis 1910.

## Historique
Le pont romain faisait partie d'une voie romaine reliant Lisbonne à Mérida, en Espagne. Il mesure environ 116,50 m de long, 8,40 m de haut et 6,70 m de large. Des piliers de pierre soutiennent six arches de 8,95 m de large, chacune dotée de 33 voussoirs. 
Le pont a été construit avec des orifices en forme de portique entre les arches pour empêcher l'édifice de s'effondrer en cas de trop forte montée des eaux, une pratique courante sur les ponts romains. Il était décoré de gargouilles. 
Le pont, dont la construction remonterait probablement à la fin du Ier siècle de notre ère, a été classé monument national le 16 juin 1910. Des travaux de nettoyage et de restauration ont été effectués entre 1932 et 1934, et en 1936, un nouveau revêtement routier a été ajouté, imitant les anciennes voies romaines. D'autres réparations ont été effectuées en 1939, 1963, 1980 et 2000. Jusqu'à récemment, le pont était utilisé pour le trafic commercial, mais il a été remplacé par une nouvelle route et un nouveau pont au nord.

## Galerie

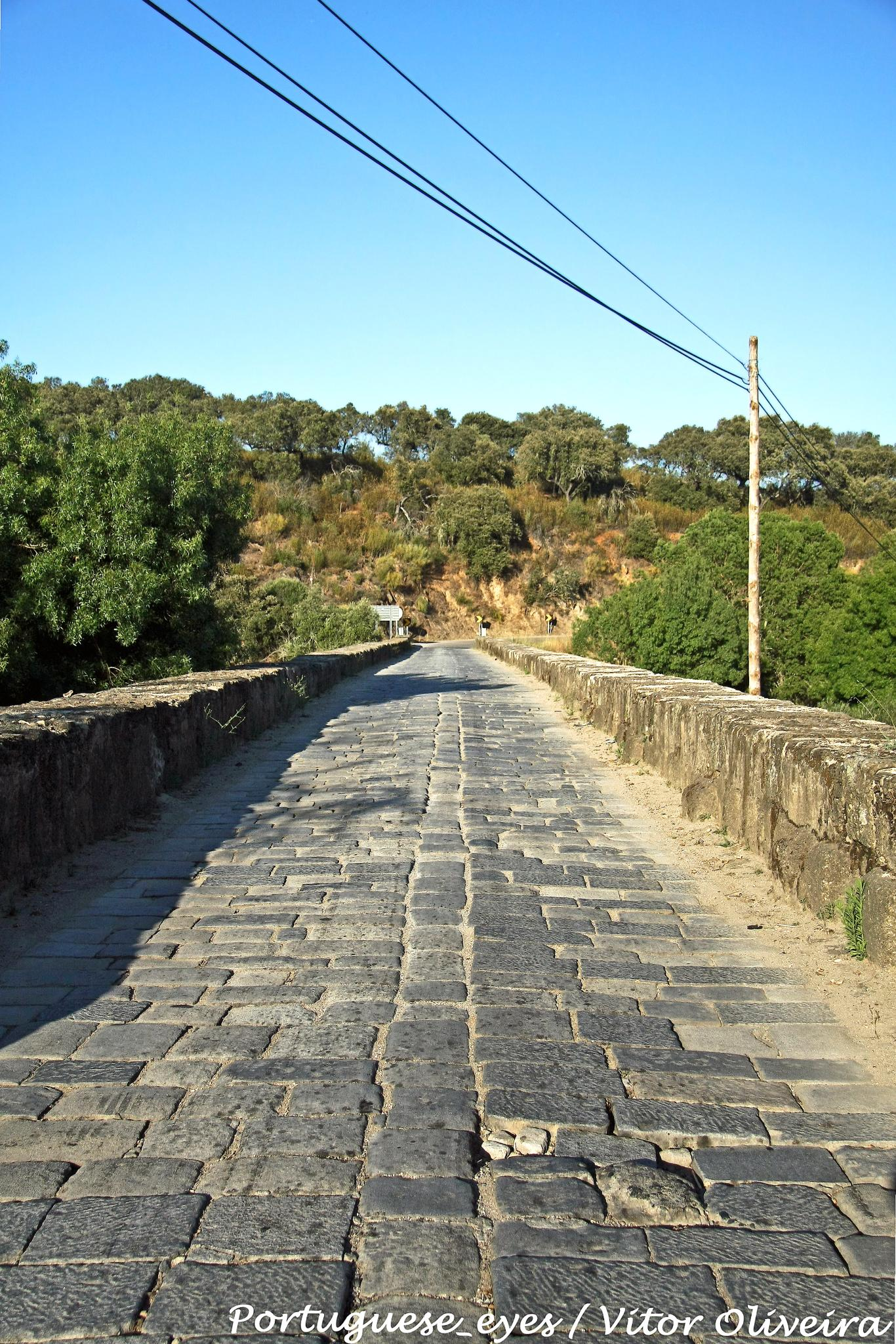
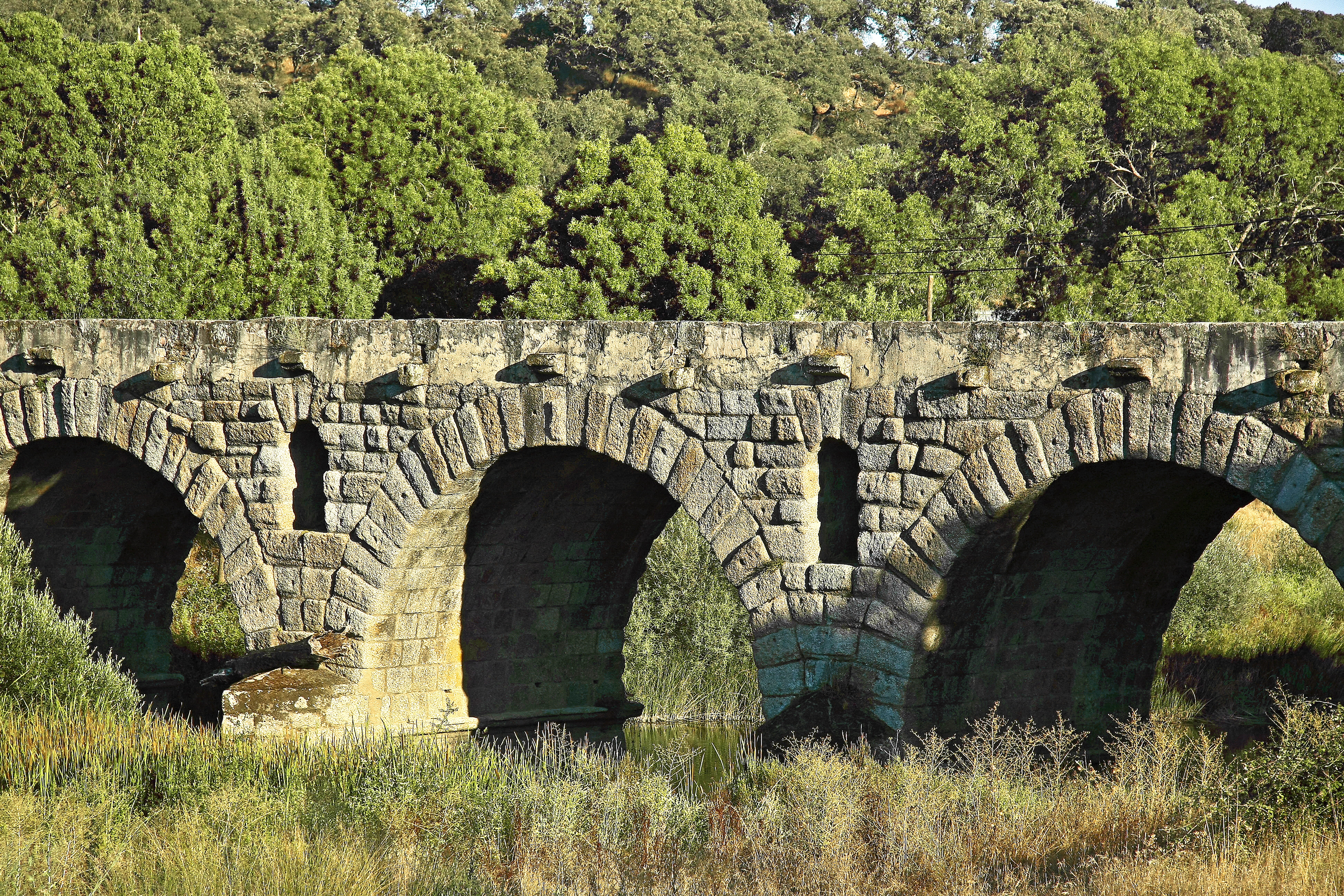